# Emerald Princess
L’Emerald Princess est un navire de croisière appartenant à la société Princess Cruises.
Il s'agit du septième navire de la  classe Grande classe de Princess Cruises. Il est le sister-ship du Ruby Princess et du Crown Princess avec lesquels ils forment le sous-classe Crown.
Le 28 octobre 2012, le paquebot prend toute la population de Saguenay, au Québec, par surprise par une escale imprévue à cause de l'ouragan Sandy. Malgré le manque de préparations, le habitants ont offert des activités qui ont assez bien divertis les 5 000 personnes à bord.